# فوزیه اویحیی
فوزیه اویحیی (به انگلیسی: Faouzia) (زاده ۵ ژوئیه ۲۰۰۰) خواننده مراکشی است.